# سمانية

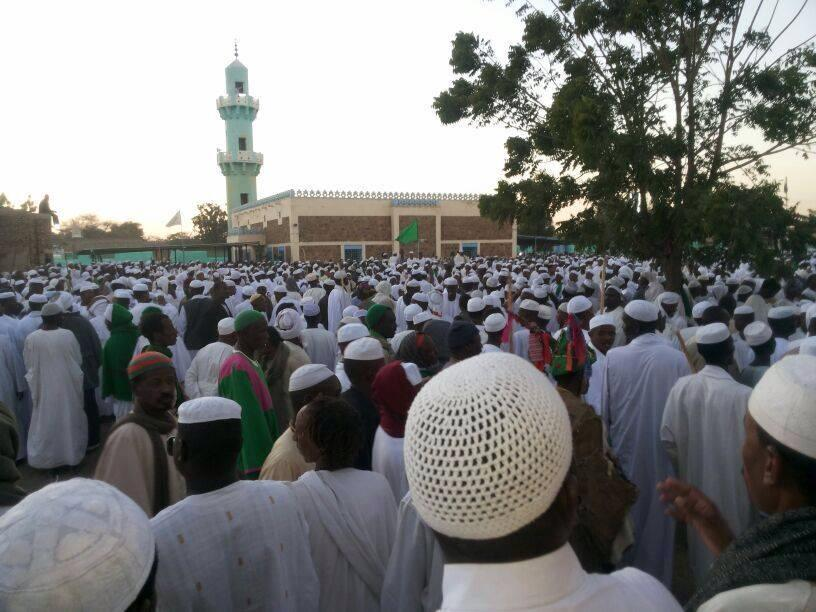
زيارة سنوية من مشيخة الطريقة السمانية - الزريبة "الشيخ البرعي ومريديه" لمنطقة شبشة

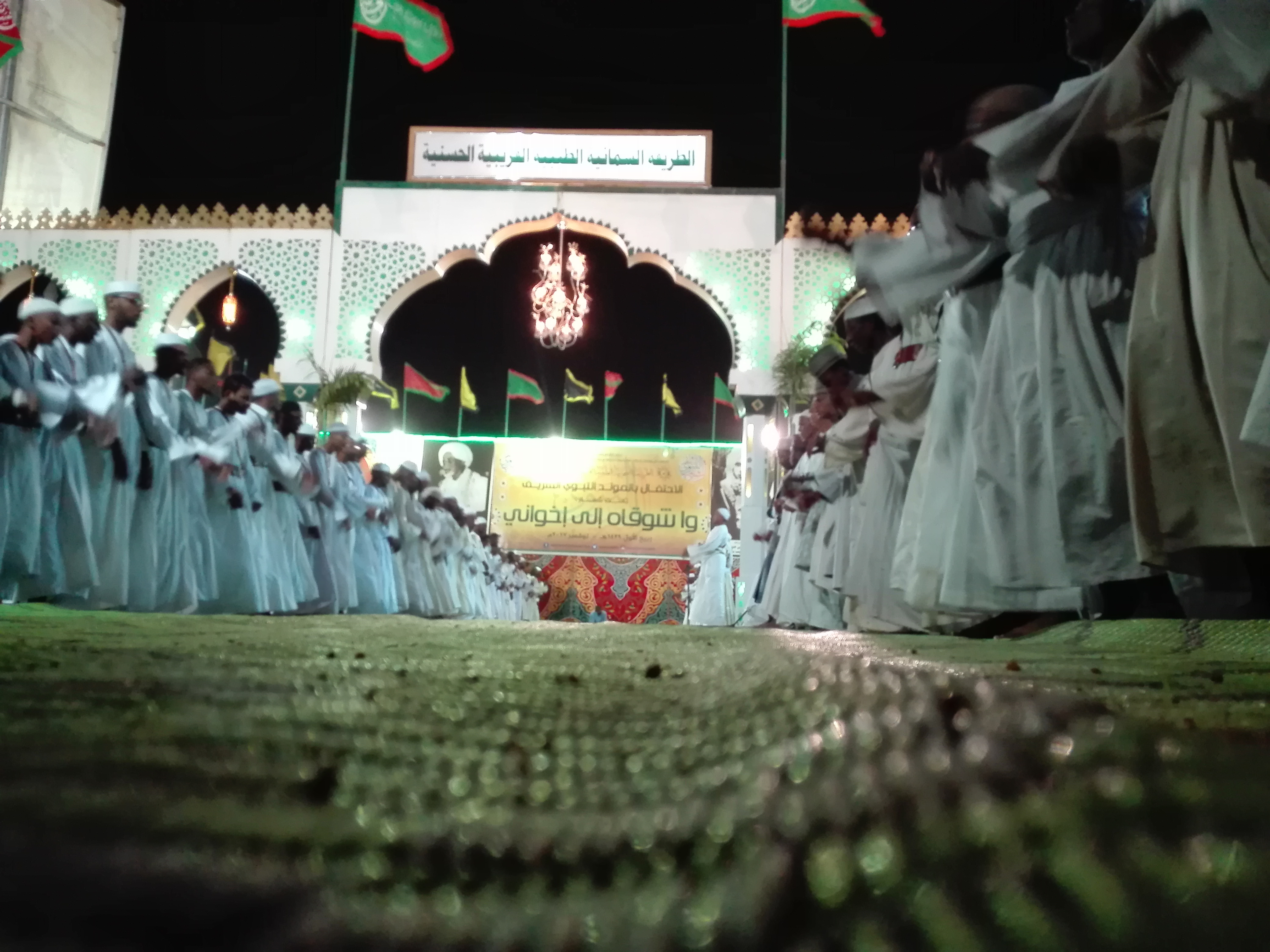
اداء الذكر للطريقه السمانية بالخرطوم المولد النبوي الشريف و مدح المصطفى صل الله عليه وسلم

الطريقة السمانية، واحدة من الطرق الصوفية ذائعة الصيت في السودان والعالم الإسلامي أجمع، نُسبت هذه الطريقة لمؤسسها محمد بن عبد الكريم السمان (1132هـ/1189هـ) فاشتهرت بأسم الطريقة السمانية.
الطريقة السمانية اسم اصطلاحي لخمسة طرق هي:
- القادرية: وتُنسب لعبد القادر الجيلاني (470 هـ / 560 هـ).[1][2]
- النقشبندية : وتُنسب محمد بهاء الدين نقشبند (717هـ/761هـ).
- الخلوتية: وتُنسب لمصطفى البكري (1099هـ/1162هـ).
- طريقة الأنفاس: نسبة للذكر المصاحب لكل نفس داخل أو خارج.
- طريقة الموافقة: المُسماة أيضاً (الطريقة الأسمائية) : نسبة للتوافق العددي في (حروف الجُمّل) بين بعض أسماء الله الحسنى واسم الذاكر.

## أشهر من نشرها
أشهر من نشر الطريقة السمانية هو أحمد الطيب بن البشير (1155هـ/1239هـ) المدفون بأم مرحي على مسافة 40 كيلو متر شمال أمدرمان بالسودان، ولأثره في الطريقة عُرفت بعده باسم: الطريقة السمانية الطيبية.
ومن أبرز خلفاء الطريقة السمانية الطيبية حفيده الشيخ عبد المحمود بن نورالدائم بن أحمد الطيب بن البشير ، ويعتبر الأستاذ الشيخ عبد المحمود أول من أرخ ووثق للطريقة السمانية في السودان، وبفضل مؤلفاته بقيت سير أعلام الطريق ومؤسيسيها محفوظة تتناقلها الأجيال جيلا بعد جيل ، وقد ترك الأستاذ نحوا من خمسة وثمانين مؤلفا في مختلف الدراسات من الفقه والتوحيد والنحو والتصوف والحكم والإرشادات.
ومن أبرز خلفاء الطريقة السمانية الطيبية حفيده قريب الله بن أبي صالح، المُجاز من ابن عمه الشيخ عبد المحمود بن نور الدائم، ولدوره التجديدي عُرفت الطريقة بعده باسم: الطريقة السمانية الطيبية القريبية.
أشهر شيوخ الطريقة السمانية:
- محمد بن عبد الكريم السمان
- أحمد الطيب بن البشير
- ابوالمواهب السعيد
- نور الدائم بن أحمد الطيب بن البشير
- أبو صالح بن أحمد الطيب بن البشير.
- عبد المحمود بن نور الدائم بن أحمد الطيب
- قريب الله بن أبي صالح بن أحمد الطيب.
- محمد الفاتح بن قريب الله بن أبي صالح بن أحمد الطيب بن البشير.
- حسن الفاتح

وفي مصر
- الشيخ عبدالسلام سالم على الشهير بالسياف بصعيد مصر ( ادفو أسوان).
- الشيخ حمزة بن مساعد الشهير بالمداح (ادفو أسوان).
- الإمام / محمد أبو المواهب السعيد شيخ و مؤسس الزعامة المحمدية السمانية الخلوتية بمصر و العالم الإسلامي.

## وصلات خارجية
موقع الطريقة